# Diodora demartiniorum
Diodora demartiniorum is een slakkensoort uit de familie van de Fissurellidae. De wetenschappelijke naam van de soort is voor het eerst geldig gepubliceerd in 2004 door Buzzurro & Russo.